# Dodge Charger (1966)
La Dodge Charger I è un'autovettura mid-size costruita dalla casa automobilistica statunitense Dodge dal 1966 al 1978.

## La Charger B-body
La prima generazione, chiamata anche Dodge Charger B-body, era una muscle car prodotta dalla divisione Dodge del gruppo Chrysler tra il 1966 e il 1974. La vettura rimase nel listino fino al 1978 anche se, a partire dal 1975, come base venne utilizzata la Chrysler Cordoba. Tra i diversi modelli di questo marchio che hanno utilizzato il nome Charger la B-body è forse la più conosciuta. Il termine"B-Body" sta a significare che questa serie di Charger era basata sul pianale B della Chrysler.

## La nascita della Charger

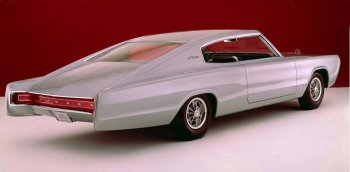
La sezione posteriore della Dodge Charger Concept

Nel 1964 la Pontiac GTO diede inizio all'era delle vetture muscle car. In seguito altri marchi dello stesso gruppo decisero di seguire questo esempio, realizzando vetture che seguissero questa nuova tendenza. La Buick realizzò la Gran Sport mentre la Oldsmobile presentò la 442. La Dodge aveva già nella sua gamma dei modelli in grado di competere con le prestazioni di queste nuove vetture come la Coronet. Questo modello era disponibile con motori decisamente potenti mentre di contro era caratterizzata da una estetica che veniva giudicata classica.
Tra le cause che portarono alla nascita della Charger c'erano anche le richieste dei concessionari della marca che lamentavano la mancanza di un modello che potesse competere con la Plymouth Barracuda. Per risolvere questa situazione Burt Bonwkamp, allora capo progettista della Dodge venne convocato da Lynn Townsend al fine di realizzare una vettura, tipo Mustang, che potesse soddisfare le richieste dei concessionari della Casa. L'idea era quella di realizzare un modello simile alla Barracuda ma che non entrasse in competizione diretta con questo modello.
Nacque così la Dodge Charger concept del 1966. Questa vettura venne presentata ai diversi saloni dell'automobile del 1965 in modo da suscitare e valutare l'interesse del mercato verso questa proposta. La vettura sarebbe entrata in produzione solo se fosse piaciuta. La risposta fu positiva e pertanto la nuova vettura passò alla fase successiva.

## La prima Charger: 1966-1978

### 1966-1967

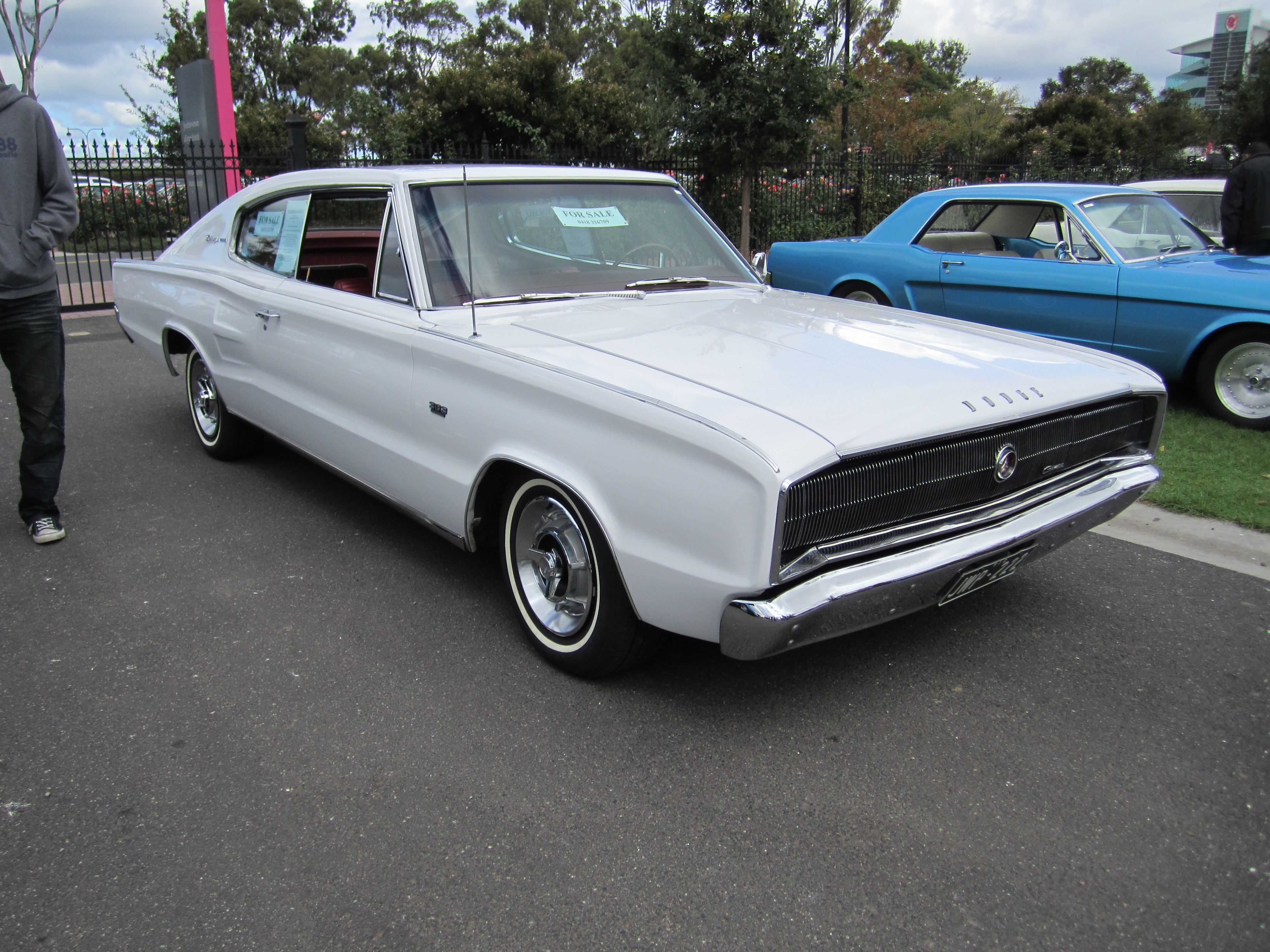
Una Dodge Charger con motore 383 del 1966

La nuova Charger si pose al vertice della gamma Dodge e venne presentata il primo gennaio del 1966 al Rose Bowl con lo slogan che la identificava come Leader of the Dodge Rebellion. L'estetica si doveva a Carl CAM Cameron e l'introduzione della Charger coincise anche con la presentazione della nuova versione stradale del motore Hemi da 426 ci (7.0 L). Con questa nuova vettura nella sua gamma e il nuovo Hemi anche la Dodge poteva acquisire una immagine di costruttore di vetture potenti. Questa prima Charger era basata sul pianale B della Chrysler.
Il modello 1966 era caratterizzato da una calandra realizzata in una forma che ricordava quella di un rasoio elettrico. I fari, del tipo a scomparsa, erano stati utilizzati l'ultima volta sulla DeSoto del 1942. Per la loro apertura e chiusura veniva utilizzato un sistema elettrico ed i fari ruotavano di 180 gradi. Quando erano chiusi la calandra sembrava realizzata in un blocco unico. Nella parte posteriore le luci coprivano l'intera larghezza della carrozzeria. All'interno di queste era stata inserita la scritta CHARGER.

Gli interni della Charger erano composti da quattro sedili singoli e da una console centrale che correva lungo tutto l'abitacolo. I sedili posteriori e il bracciolo centrale potevano essere ripiegati in avanti e il divisorio tra abitacolo e bagagliaio poteva essere abbassato permettendo così di realizzare un ampio vano di carico. Altre caratteristiche esclusive di questo modello della Charger erano i pannelli delle porte, le luci di cortesia e la strumentazione. Quest'ultima era particolarmente interessante in quanto per illuminare gli strumenti non furono utilizzate delle normali lampadine a bulbo ma venne impiegato un sistema ad elettroluminescenza. Gli strumenti a disposizione del guidatore erano quattro: contagiri, livello carburante, tachimetro e temperatura delle valvole.

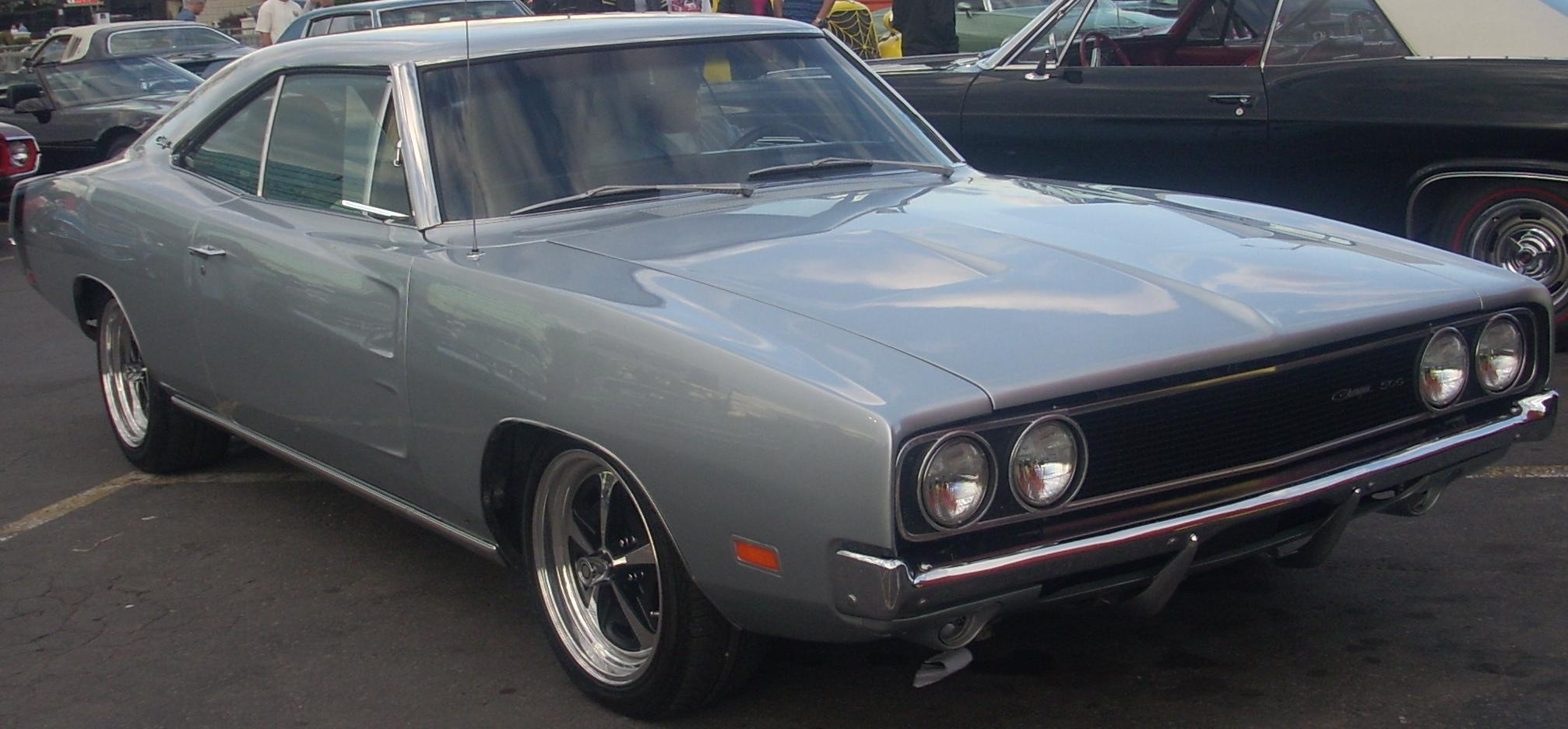
La Dodge Charger 500 MY 1969

Le motorizzazioni disponibili erano costituite solo da motori V8 ed era possibile scegliere tra quattro diverse unità. Il motore di minore cilindrata era il 318 ci (5,2 L) con carburatore doppio corpo. Veniva poi il 361 ci (5,9 L). Questo propulsore derivava da quelli utilizzati sui veicoli commerciali sempre con carburatore a doppio corpo. Seguiva poi il 383 ci (6,3 L) con carburatore a quattro corpi mentre al vertice si poneva il nuovo Street Hemi da 426 ci (7,0 L). Il modello più venduto risultò essere quello con il motore da 383 che erogava 325 hp (242 kW). Il totale furono vendute 37.344 Charger, risultato che si può considerare un successo visto che l'introduzione della vettura avvenne a metà anno.
Nello stesso anno la Dodge fece partecipare la Dodge Charger fastback nel campionato NASCAR nella speranza di farne un modello vincente. Si scoprì però che ad alta velocità la parte posteriore tendeva a sollevarsi riducendo la tenuta di strada e rendendo la guida, a detta dei piloti, molto simile a quella sul ghiaccio. I progettisti della Dodge allora installarono una piccola appendice aerodinamica che rendesse più stabile la vettura alle velocità superiori ai 240 km/h (150 miglia orarie). Per rispettare le regole del campionato NASCAR per tutto il 1966 e il 1967 questo piccolo spoiler divenne disponibile, a richiesta, anche sulle vetture di produzione. L'introduzione di questa aletta rese la Charger la prima vettura statunitense di produzione ad essere dotata di spoiler. Con ai comandi David Pearson la Charger del team Cotten vinse 14 gare e alla fine si aggiudicò il campionato.

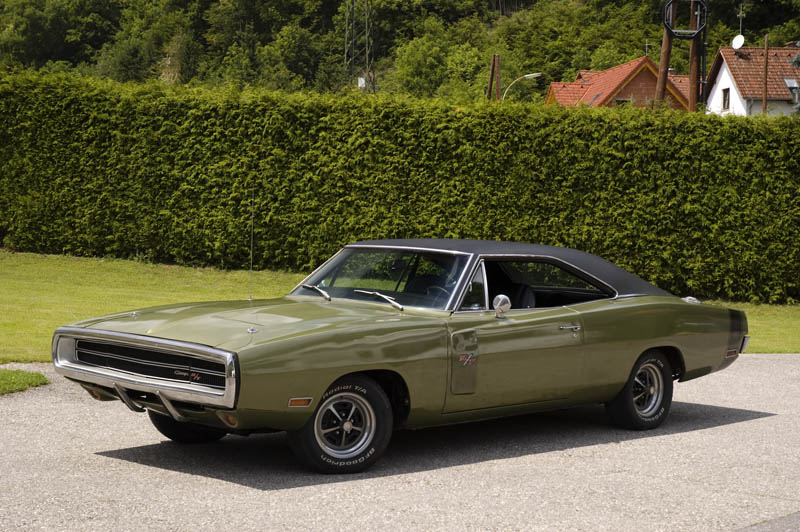
La Dodge Charger R/T 440 MY 1970

Il successo di vendita riscosso dal modello 1966 fece sì che il model year 1967 cambiasse di poco. La modifica più visibile, e che permette di distinguere il modello 1966 da quello successivo, era costituita dalla introduzione di nuovi indicatori di direzione sui parafanghi. Con il nuovo modello divenne disponibile anche il tetto in vinile. Gli interni della vettura furono rivisti eliminando la lunga console centrale, che secondo i clienti rendeva scomodo salire e scendere dai sedili posteriori, che venne sostituita da una analoga console ma dalle dimensioni più tradizionali. I sedili singoli rimasero di serie ma venne introdotto, tra i sedili anteriori, un bracciolo che abbassato permetteva di poter ospitare una terza persona. Tra i motori disponibili entrò a far parte della gamma il 440 ci (7,2 L) Magnum mentre venne eliminato il motore di 361 cubic inches che venne sostituito, come motore intermedio, dal 383 ci. Il nuovo motore era tarato per fornire 375 hp (280 kW) ed era alimentato con un carburatore a quattro corpi. Alla base della gamma delle motorizzazioni venne mantenuto il 318 LA nonostante fosse stato introdotto, nel 1966, il nuovo motore 'POLY' di analoga cilindrata. Come sempre al vertice si trovava il motore Street Hemi di 426 in³ che erogava 425 hp (316.9 kW).
Dal punto di vista commerciale le vendite, nonostante i successi sportivi ottenuti l'anno precedente, calarono della metà e nel 1967 saranno vendute 15.788 Charger. Questo risultato rese evidente alla Casa che era necessaria una rivisitazione del modello.
Sempre nel 1967 la vettura venne schierata anche nella serie Trans-Am dove si confrontava con la Ford Mustang e la nuova Chevrolet Camaro.
La Charger poteva montare diversi motori da 8 cilindri:
- 5.2L con doppio carburatore (motore di serie)
- 5.9L con doppio carburatore
- 6.3L con carburatore quadricorpo 335 HP
- 7.0L Hemi - 425 bhp (316.9 kW)

Il motore più richiesto era il 6.3L che sviluppava 335 HP.
Con il calo delle vendite del modello 1967 divenne evidente che era necessario sottoporre la Charger ad un restyling, peraltro effettuato anche su tutte le vetture B-body della Dodge. Venne deciso di separare i modelli Coronet e Charger in maniera più netta. Il restyling della Charger venne affidato a Richard Sias. Il designer propose un progetto basato su una forma a doppio diamante che si rifaceva alle forme dei velivoli che utilizzano la regola delle aree, meglio conosciuto come stile a bottiglia di Coca-Cola. Sul tetto venne inserita un arco volante con lo scopo di dare al lunotto posteriore un aspetto simile a quello della Pontiac GTO del 1966 - 1967. Venne mantenuta la calandra con i fari a scomparsa totale anche se il sistema elettrico venne sostituito da un più economico sistema a pressione utilizzato anche sulla Camaro RS. Le luci posteriori a tutta grandezza furono eliminate per essere sostituite da due luci posteriori di ispirazione Corvette. Alle portiere e al cofano venne aggiunta una doppia bordatura che ne mettesse in evidenza la nuova, aggressiva, linea.
Il cambiamento più evidente che avvenne negli interni fu costituito dalla scomparsa dei sedili anteriori singoli. Venne invece mantenuta la console del modello dell'anno precedente. Per quanto riguarda la strumentazione il tachimetro non fu una dotazione di serie ma disponibile solo a richiesta. Anche il sistema di illuminazione del quadro comandi ad elettroluminescenza lasciò il posto ad un sistema più convenzionale. I sedili posteriori erano ora fissi. Vennero eliminati i medaglioni posti sulla calandra e sul bagagliaio dove inoltre il rivestimento in tessuto venne sostituito da un rivestimento in vinile.
Per incrementare l'immagine Muscle della vettura e consolidare quella della Dodge come costruttore di vetture ad alte prestazioni venne presentato un nuovo allestimento: il Road/Track o più semplicemente R/T. Questo allestimento era disponibile solo sulle vetture che montavano i motori più potenti. Il motore di serie di queste vetture era il 440 Magnum con il 426 Hemi come optional.
Il 1968 vide anche l'introduzione del motore in linea a sei cilindri che andò a sostituire il 318 V8 come motore della versione base della vettura. Nello stesso anno la Chrysler Corporation lanciò una campagna promozionale nella quale figuravano dei modelli di auto del gruppo che riportavano, come logo, un'ape con un motore sulla schiena. Questo allestimento venne chiamato Slat Pack e fu adottato sulle versioni più spinte quali la Coronet R/T, la Dart GTS, la SuperBee e la Charger R/T. Su tutte queste vetture ricevettero una caratterizzazione grafica costituita dalle cosiddette strisce di bombo. Queste erano costituite da due grandi strisce che contornavano una terza, e più piccola, striscia centrale. Questa grafica divenne di serie sulle versioni R/T ed era disponibile in rosso, bianco o nero. Senza alcun costo aggiuntivo le strisce, se non gradite, potevano anche essere eliminate.
Con queste nuove novità e la nuova carrozzeria la popolarità della Charger aumentò e nel 1968 saranno 96.100 le vetture prodotte delle quali ben 17.000 nell'allestimento R/T.
Sul modello 1969 furono effettuati poche modifiche che si dovevano all'intervento di Harvey J. Winn. Esternamente venne montata una nuova calandra che presentava un montante centrale e furono adottate anche nuove luci posteriori longitudinali. Venne presentato un nuovo allestimento detto SE o Special Edition. Questo nuovo pacchetto era disponibile sia come allestimento singolo che insieme al precedente R/T. Le vetture con doppio allestimento erano identificate come R/T SE. Il nuovo allestimento comprendeva inserti in pelle sui sedili anteriori, modanature cromate, volante con corona in legno e inserti in legno sul cruscotto.
Alla lista degli optional venne aggiunto anche il tetto apribile ma si dimostrò un accessorio poco richiesto e solo 260 Charger ne furono dotate. Vennero di nuovo inserite le strisce di bombo anche se caratterizzate da una nuova grafica. Ora erano le strisce laterali ad essere più piccole mentre quella centrale era più grande. Al centro della striscia veniva inserito una decalcomania con la scritta R/T. Nel caso fosse stata richiesta l'eliminazione delle strisce al posto dell'adesivo veniva messo un marchio in metallo sempre riportante la scritta R/T. Nel 1969 la produzione totale fu leggermente inferiore a quella dell'anno precedente con 85.860 esemplari venduti.
Nello stesso anno la Dodge era intenzionata a partecipare al campionato NASCAR e realizzò due versioni speciali della vettura: la Charger 500 e la Charger Daytona. Questi due modelli sono i più rari della vettura.
Nel 1970 la Charger cambiò di poco. Questo fu l'ultimo anno di produzione della seconda generazione. Adesso la vettura era dotata di un largo paraurti cromato che correva lungo tutta la parte anteriore. La calandra tornò ad essere del tipo a pezzo unico senza più montante centrale. Nuovi fari a scomparsa comandati elettricamente sostituirono i precedenti a pressione. I catarifrangenti laterali erano stati sostituiti da vere e proprie luci. Le luci posteriori erano ora simili a quelle usate nel 1969.
Sulla R/T furono montate nuove prese d'aria rivolte all'indietro e introdotto il logo R/T sul bordo delle portiere. Solo per questo anno divenne disponibile un nuovo logo 440 o Hemi utilizzato sul cofano.
Per ottenere il look desiderato la Dodge verniciò i bordi del cofano in nero e vi mise un richiamo al tipo di motore. Venne utilizzata una nuova gamma di colori ad alto impatto. facevano parte di questa nuova serie di colori il Top Banana, il Panther Pink, il Sublime, il Burnt Orange, il Go Mango e il Plum Crazy. Quest'ultimo era conosciuto anche come Statutory Grape.
La 500 venne riproposta l'anno successivo ma ora poteva essere considerata una versione della Charger di normale produzione piuttosto che il modello speciale prodotto in serie limitata del 1969.
Anche gli interni furono modificati. Furono montati dei sedili con lo schienale più alto e i pannelli delle portiere vennero rivisti. Adesso le tasche portamappe divennero disponibili solo a richiesta e non erano più una dotazione di serie. Il blocchetto dell'accensione venne spostato dal cruscotto al piantone dello sterzo, modifica questa che in quell'anno venne effettuata su tutte le vetture del gruppo Chrysler. Lo sportello del vano portaguanti era ora agganciato in basso e non più in alto come nei modelli degli anni 1968-1969. La versione SE divenne la più lussuosa disponibile su una vettura di questa classe. Rimase disponibile sia come allestimento a sé stante sia insieme al kit R/T.
L'impugnatura della leva del cambio divenne del tipo a manico di pistola mentre, per la prima volta in assoluto su una Charger vennero montati i sedili a panca.
Le motorizzazioni videro l'introduzione del nuovo motore 440 Six Pack. Questo propulsore doveva il suo nome alla batteria di tre carburatori doppio corpo che lo alimentavano. Erogava una potenza di 390 hp (291 kW). Questa unità era già stata utilizzata sulla SuperBee e sulla Road Runner a partire dall'anno precedente e si dimostrò competitivo, se non superiore, alla versione stradale del 426 Hemi.
Nonostante l'introduzione del nuovo motore le vendite calarono ancora e in questo anno furono prodotte 46.576 Charger. Parte del declino fu attribuito alla presenza della Dodge Challenger e agli alti premi assicurativi. Nella NASCAR il 1970 la Charger ottenne 10 vittorie, prima tra le vetture che partecipavano al campionato, e il pilota Bobby Isaac conquistò il Grand National Championship.
Il relativamente basso numero di esemplari prodotti, le alte prestazioni e la vasta scelta fanno della Charger model year 1970 una delle vetture più apprezzate dai collezionisti della seconda generazione della Charger.

### 1971-1974

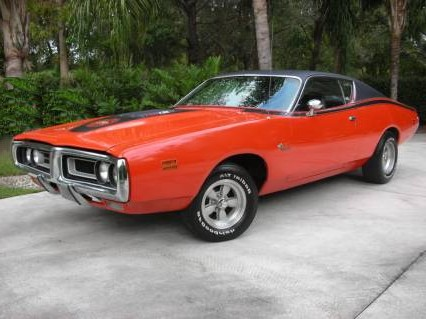
La Dodge Charger Super Bee

La terza generazione della Charger debuttò nel 1971. La vettura era stata completamente rivisitata e adesso montava una nuova calandra in stile Pontiac. La carrozzeria aveva ora linee più arrotondate. Molti hanno paragonato l'estetica della Charger del 1971-1974 allo stile delle Pontiac GTO del periodo 1968-1970.
Gli interni erano molto simili a quelli delle vetture E-body del gruppo ed erano utilizzati anche su tutte le B-body della Plymouth. Le modifiche principali riguardavano il fatto che i fari a scomparsa non erano più di serie ma solo disponibili a richiesta. Lo spoiler anteriore e il Ramcharger, una particolare presa d'aria, presente sul cofano entrarono a far parte della lista degli optional. Venne montata sul cofano una speciale presa d'aria posta direttamente sopra il filtro dell'aria. Se il guidatore voleva immettere aria direttamente nel condotto di aspirazione poteva, per mezzo di una leva montata sotto al cruscotto, aprire la presa d'aria. Questa alquanto particolare soluzione veniva già montata anche sulla Coronet R/T, sulla SuperBee, ma venne utilizzata sulla Charger solo a partire da questa generazione.
La Dodge decise di rivedere la gamma della Coronet e quella della Charger. A partire dal 1971 le Coronet utilizzarono la carrozzeria a quattro porte su pianale B-body mentre le Charger furono disponibili solo con carrozzeria due porte sempre B-body. Questa decisione fece sì che, per un solo anno, la Charger SuperBee venisse aggiunta alla gamma. Infatti i modelli precedenti della Super Bee utilizzavano come base la Coronet due porte. Con la separazione della tipologia di carrozzeria fu giocoforza far entrare questo modello nella gamma della Charger prima che la SuperBee uscisse definitivamente di produzione. Se un modello entrava a far parte del listino della Charger un altri allestimenti, tra questi il 500, furono eliminati. Rimasero in produzione sia la SE che la R/T che però, a causa degli elevati premi assicurativi, perdeva di popolarità. La produzione totale del 1971 fu di 2.659 esemplari dei quali solo 63 con il 426 Hemi.
Il rapido aumento del prezzo del carburante e dei primi assicurativi provocarono un rapido crollo nelle vendite delle Muscle Car. Con il 1971 si concluse la produzione delle vetture dotate di motore Hemi e anche il 440 Six Pack fu eliminato. Poche unità vennero ancora montate su alcuni esemplari prodotti all'inizio del 1971.
Nel 1972 venne introdotta una nuova versione della Charger: la Rallye. Questo nuovo allestimento andava a sostituire la R/T. La versione SE continuò ad essere prodotta anche se ora aveva un aspetto più formale delle vetture prodotte negli anni precedenti. L'adozione del sistema di misurazione SAE per la potenza dei motori provocò un crollo, sulla carta, delle potenze di tutti i propulsori. Infatti adesso la potenza di un motore non era più quella indicata con il Gross HP Rating, in pratica la potenza espressa facendo girare il motore al banco, ma in hp reali, cioè con il motore dotato di tutti i sistemi necessari al suo funzionamento.
Il motore 440 con carburatore a quattro corpi rimase disponibile, e divenne il motore più potente della gamma, anche se il rapporto di compressione venne abbassato per permettere l'uso della benzina senza piombo, e così rispettare le norme antiinquinamento federali. Altre motorizzazioni disponibili erano il 400 che era dotato di leva del cambio a manico di pistola e trasmissione a quattro marce.
Nel 1973 la Charger montò nuove luci posteriori verticali ed ebbe un nuovo frontale. I fari a scomparsa uscirono definitivamente anche dalla lista degli accessori disponibili a richiesta. La motorizzazione di base era costituita dal 318 mentre il 340 era optional solo sulla versione Rallye. Altre motorizzazioni disponibili erano il 360, il 400 e il 440. Il modello SE aveva un nuovo tetto e un'opera window triplo, con tetto in vinile, nel montante posteriore dello stesso. Gli altri nuovi modelli avevano un nuovo vetro fisso nella parte posteriore del finestrino, eliminando così l'opera windows in stile AMC Gremlin e passare ad una estetica più convenzionale. In questo anno furono prodotte 108.000 Charger, e il 1972 rappresentò l'anno record nelle vendite della vettura di questa generazione.
Nel 1974 la vettura si presentò quasi immutata rispetto all'anno precedente a parte una nuova calandra. La novità più importante era costituita dall'eliminazione della versione Rallye e dei motori 340 e 360. Le altre motorizzazioni restarono immutate rispetto all'anno precedente. Alcuni rapporti finali quali il 3.23 rimasero ancora disponibili. Una trasmissione a quattro marce era sempre disponibile a richiesta sulle vetture dotate di motore 440. L'enfasi di questi anni era più centrata sul lusso piuttosto che sulle prestazioni.
A dominare le vendite era la versione SE anche se con gli optional era ancora possibile avere una Charger dalle prestazioni rispettabili. L'immagine della vettura stava però cambiando e la Charger non era più considerata una vettura ad alte prestazioni quanto una vettura lussuosa. L'era delle Muscle car era ormai prossima a concludersi e la Charger del periodo 1975-1978 fu l'ultimo singulto del modello.

### 1975-1978
All'inizio del 1975 la Charger venne basata sulla Chrysler Cordoba ed era disponibile solo come Charger SE. I motori disponibili andavano dal 318 ci (5.2 L) LA Series small-block V8 fino al 400 ci (6,6 L) big-block sempre V8. Il motore di serie era il 360 ci (5,9 L) small-block. Nel 1975 le Charger vendute furono 30.812.
Nel 1976 la gamma Charger divenne di quattro modelli. Oltre alla SE erano disponibili la versione base, Charger Sport e la Charger Daytona. Per il modello base e quello Sport veniva utilizzata una carrozzeria diversa da quella del modello Daytona e SE. Le prime due versioni erano essenzialmente delle Coronet due porte del 1975 vendute con un nuovo nome. Montavano il motore da 225 ci (3,7 L) Slant Six che non era disponibile sulle altre due versioni.
La Charger Daytona venne introdotta nella speranza di riaccendere la fama di vettura dalle alte prestazioni ma si limitò più che altro ad un aggiornamento estetico effettuato con adesivi. I motori offerti con questa vettura erano il 360 small-block e il 400 big-block. Le vendite del 1976 salirono a 65.900 esemplari.
Nel 1977 furono eliminati sia i modelli Sport che quello base. La Charger entrò a far parte della gamma della nuova Dodge Monaco B-body. Nel listino rimasero quindi solo la versione SE e quella Daytona. In totale le vendite crollarono a 36.204 esemplari.
Il 1978 fu l'ultimo anno nel quale la Charger venne venduta. Furono realizzati solo 2.800 esemplari realizzati utilizzando parti presenti in magazzino del modello 1977. Dopo questa ultima serie venne sostituita, nello stesso anno, dalla Dodge Magnum.

### Modelli speciali

#### Charger R/T

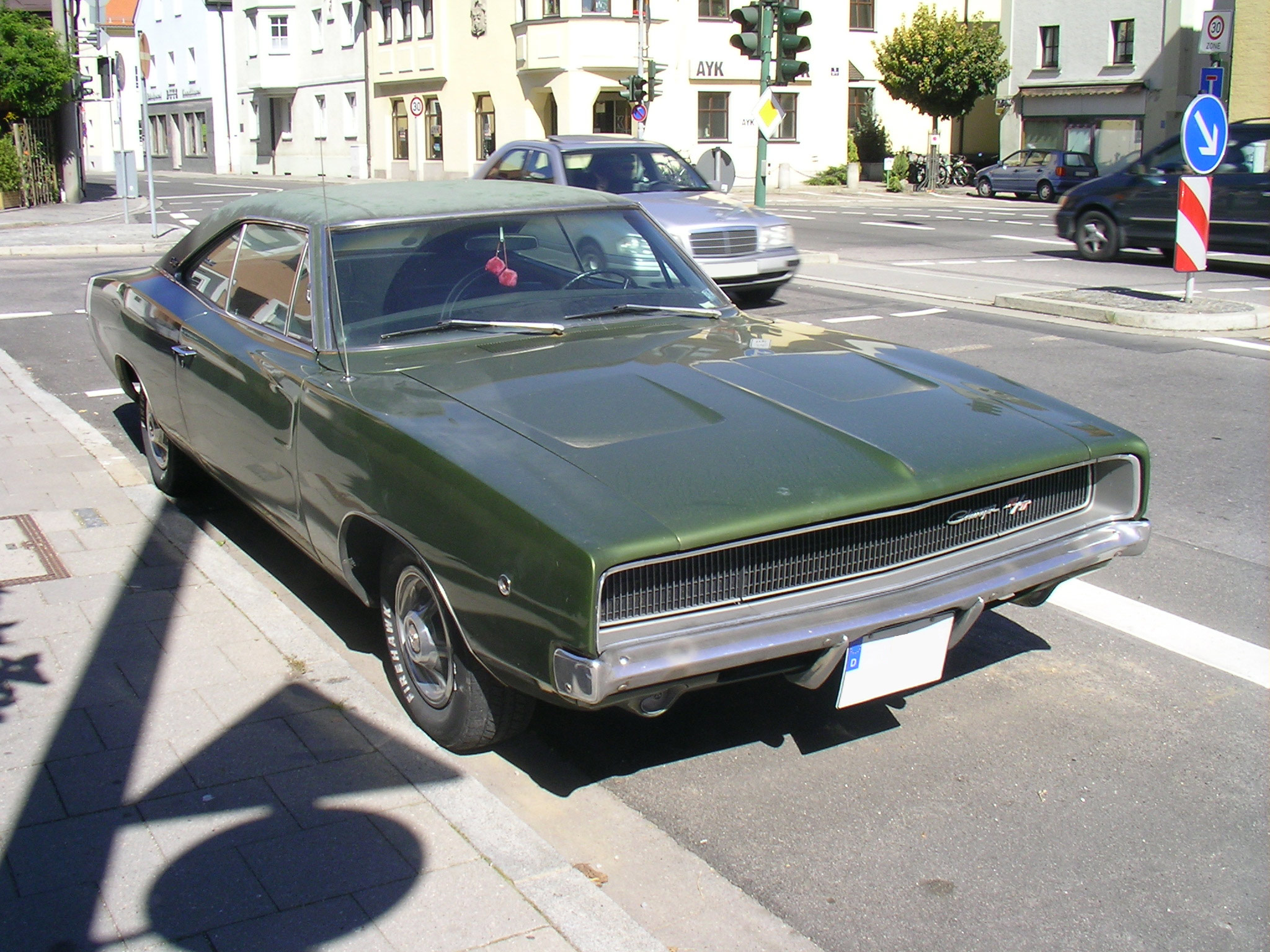
Dodge Charger RT 1968

La Dodge Charger R/T del 1969 è forse la versione più famosa, grazie anche a film e telefilm degli anni ottanta, come Hazzard, in cui era presente una Charger color arancio e una bandiera sudista sul tetto, chiamata General Lee.
Questa non era altro che una delle versioni più sportive della gamma, come indicato dalla sigla R/T, che stava a significare "Road/Track". Le motorizzazioni erano:
- 440 MAGNUM:
7200 cm³., alimentato con un carburatore quadri corpo “Carter”. Potenza: circa 375 CV a 4800 rpm, coppia motrice max. di 510 Nm (52 kgm) a 3250 rpm;
- 426 HEMI:
6980 cm³, (la denominazione “HEMI” identifica i propulsori con camere di combustione emisferiche, che ne migliorano l'efficienza) Alimentazione singola, ovvero con 2 carburatori quadri corpo Carter. Potenza: circa 425 HP a 5000 rpm con una coppia max. di 56 kgm DIN a 4000.

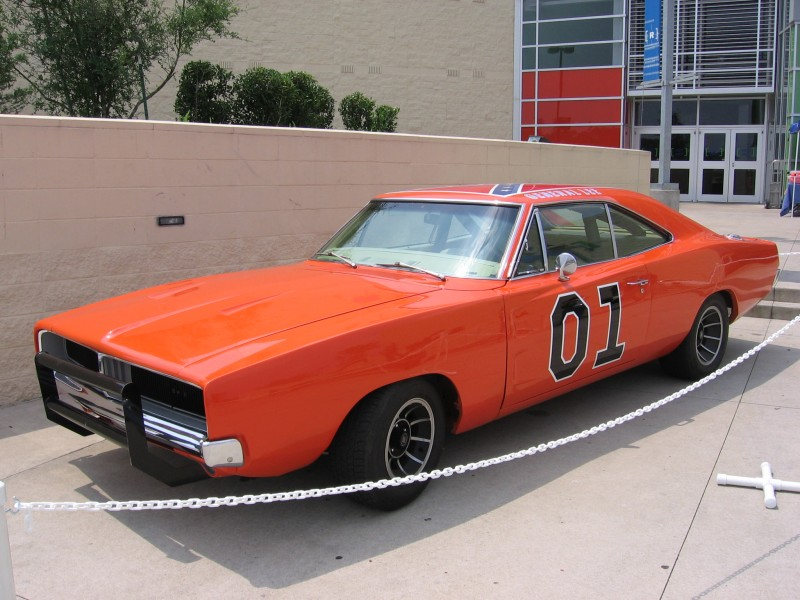
Una Dodge Charger RT in versione General Lee, come appariva nella serie televisiva Hazzard

I propulsori erano modificabili con una vasta gamma di interventi.
La modifica più diffusa per il motore 440 Magnum era quella denominata “Six Pack” che consisteva nell'aumentare il rapporto di compressione del motore e nella sostituzione del carburatore di serie con tre carburatori doppio corpo tipo “Holley”. La potenza del motore veniva incrementata a circa 390 CV.
La trasmissione poteva essere automatica a 3 rapporti, oppure manuale a 4 marce +RM.
Oltre alle due versioni di serie, esisteva anche un'altra versione, la “R/T 500“.
La linea della Charger è molto accattivante, riprendendo i canoni stilistici delle muscle car. L'auto si trova ancora in molti esemplari ed è molto ricercata dagli appassionati di questo genere di vetture.